# Holland & Holland

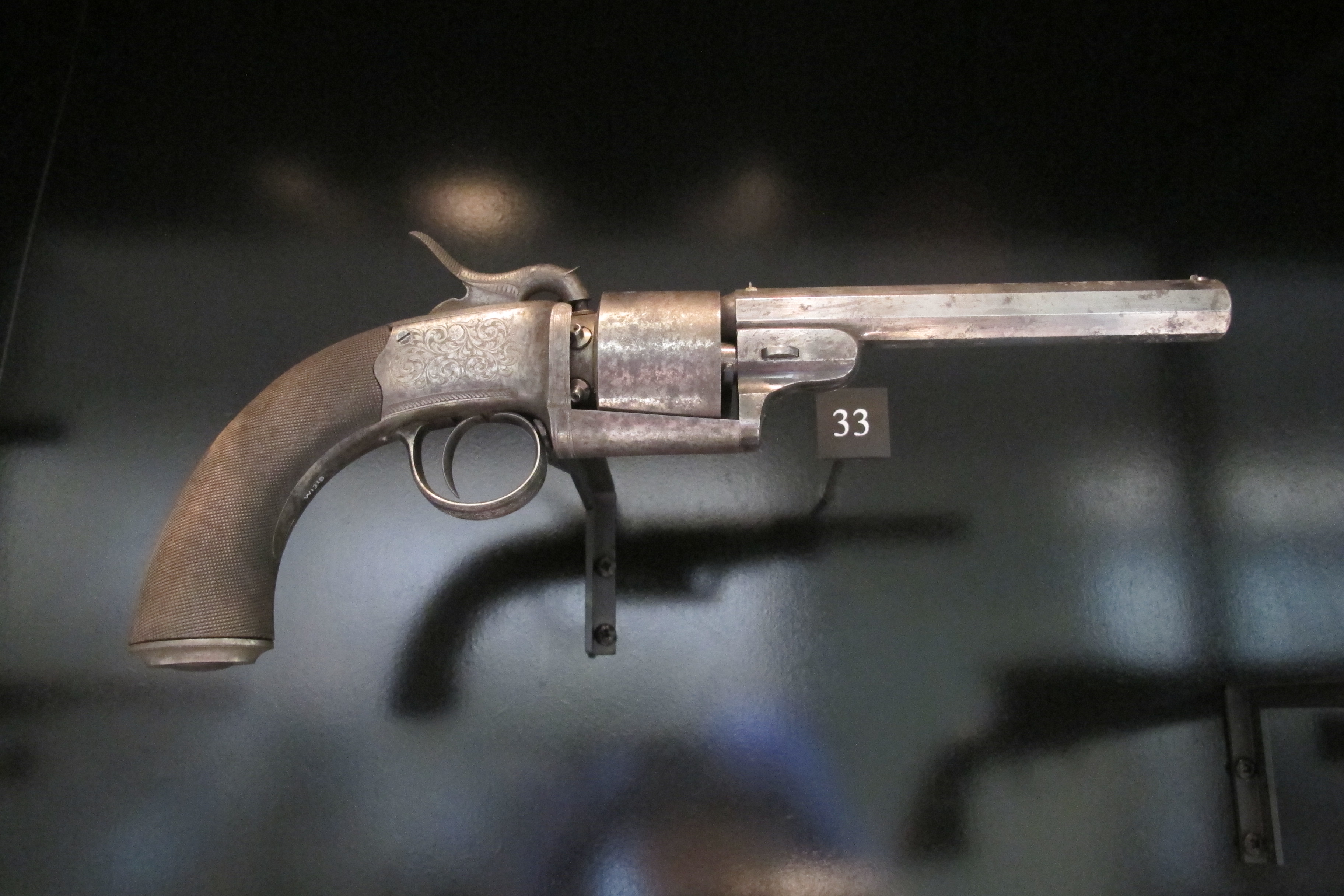
Un revolver à percussion Holland & Holland datant d'environ 1850 au musée d'Auckland.

Pour les articles homonymes, voir Holland.
Holland & Holland est une entreprise britannique, fabricant d'armes, connue surtout pour ses fusils de chasse fabriqués à la main. Fondée par Harris Holland en 1835, l'entreprise bénéficie de deux Royal Warrants. Elle est contrôlée par la famille Wertheimer depuis 1989 puis revendue à l'entreprise italienne Beretta Holding début 2021.

## Historique
Holland & Holland est créée par Haris Holland en 1853.